# Kitchener (rivière)
Pour les articles homonymes, voir Kitchener (homonymie).
La rivière Kitchener  est une rivière de la région d’Otago dans l’Île du Nord de la Nouvelle-Zélande et un affluent de la rivière Matukituki.

## Géographie
La source de la rivière est le glacier situé dans le «cirque Kitchener» . Elle s’écoule vers l’est par les chutes de “Turnbull Thomson Falls” puis dans le “Aspiring Flats” pour devenir un affluent de la rivière Matukituki.